# Джеймс, Лорен
Ло́рен Джеймс (англ. Lauren James; род. 29 сентября 2001, Лондон) — английская футболистка, левый вингер команды «Челси».

## Клубная карьера
29 сентября 2017 года Джеймс дебютировала в составе «Арсенала», выйдя на замену Лизе Эванс в матче чемпионата против «Эвертона». Всего в сезоне 2017/18 провела за «канонирок» 5 матчей.
13 июля 2018 года стало известно, что Лорен Джеймс станет игроком только что образованной команды Чемпионшипа «Манчестер Юнайтед» в её первом сезоне. 9 сентября забила два мяча в первом матче Чемпионшипа сезона 2018/19 в ворота женской команды «Астон Вилла». В октябре 2018 года её признали лучшим игроком сентября в Женском чемпионшипе.
В июле 2021 года перешла в «Челси» за рекордную для Женской суперлиги Англии сумму.

## Карьера в сборной
В апреле 2017 года Джеймс дебютировала в составе сборной Англии до 17 лет против сверстниц из США. 14 октября 2017 года была капитаном сборной Англии до 17 лет, разгромившей сверстниц из Латвии со счётом 10:0, при этом сама Джеймс забила четыре мяча. Три дня спустя забила ещё два мяча в ворота сборной Словакии.
3 сентября 2022 года дебютировала за национальную сборную Англии, выйдя на замену на 79-й минуте матча квалификации на чемпионат мира 2022 против сборной Австрии.

## Личная жизнь
Старший брат Лорен — защитник клуба «Челси» Рис Джеймс. Их отец, Найджел, является лицензированным тренером УЕФА, он тренировал Риса и Лорен.